# فرودگاه ملی جزیره ایکاریا
فرودگاه ملی جزیره ایکاریا (به انگلیسی: Ikaria Island National Airport) یک فرودگاه با کد یاتا JIK است که یک باند فرود آسفالت دارد و طول باند آن ۱۳۸۱ متر است. این فرودگاه در کشور یونان قرار دارد و در ارتفاع ۲۴ متری از سطح دریا واقع شده‌است.

## شرکت‌های هواپیمایی و مقصدهای پروازی
| شرکت‌های هواپیمایی | مقصدهای پروازی |
| ----------------- | -------------- |
| آسترا ایرلاینز    | لمنز، سالونیک  |
| المپیک ایر        | آتن            |
| Sky Express       | آتن            |